# Temnothorax megalops
Temnothorax megalops (лат.) — вид мелких по размеру муравьёв рода Temnothorax трибы Formicoxenini из подсемейства Myrmicinae семейства Formicidae.

## Распространение
Афротропика (Судан: Wadi Halfa).

## Описание
Мелкие желтоватого цвета муравьи (2-3 мм). Скапус усика короткий (не достигает затылочного края головы). Постпетиоль трапециевидный на дорзальном виде. Сложные глаза относительно крупные (11 фасеток в длиннейшем ряду; у самок 13). Голова длиннее свой ширины (CI 73) с параллельными боками. Длина головы (HL) 0,63 мм; ширина головы (HW) 0,46 мм, длина скапуса усика (SL) 0,505 мм. Клипеус и брюшко гладкие и блестящие. Проподеальные шипики кроткие. Усики рабочих и самок 12-члениковые. Малочисленные семьи обитают в гнёздах, расположенных в подстилке и древесных остатках.

## Систематика
Вид Temnothorax megalops был впервые описан в 1967 году под первоначальным названием Leptothorax megalops. В составе рода Temnothorax впервые обозначен в 2003 году (Bolton, 2003: 271). Валидность вида была подтверждена в ходе ревизии афротропической фауны рода американским энтомологом Мэттью Пребусом (University of California, Davis, Davis, Калифорния, США). Включён вместе с видами Temnothorax brevidentis, Temnothorax mpala, Temnothorax rufus и Temnothorax cenatus в состав видовой группы Temnothorax laurae species group.